# 飛び級
飛び級（とびきゅう）・飛び入学（とびにゅうがく）とは、学年制や等級制をとっている学校で、1学年・1等級以上を飛び越して上の学年・等級または上の学校に移ることである。就学経験のない者が小学2年以上の学年・学校に入学する「中途入学（ちゅうとにゅうがく）」を含む概念である。

## 概要
学年制や等級制をとっている学校で、1学年・1等級以上を飛び越して卒業を認定される場合は、早期卒業（そうきそつぎょう）と呼ばれる。
早期教育・エリート教育・ギフテッド教育の制度にはいくつかの種類があるが、飛び級は生徒を単純に上の学年に移すだけで済むので、学校側の負担がほとんどないのが利点である。学生の側にも、学費が節約できるという経済面での利点がある。
飛び級の対義語は「通常の進級」または「原級留置（留年）」で、飛び入学の対義語は「現役生」または「過年度卒業者の入学」である。

## 日本
| 年齢    | 所属可能な学年・学校 | 所属可能な学年・学校 |
| 年齢    | 飛び級なし           | 飛び級あり           |
| ------- | -------------------- | -------------------- |
| 5歳以下 | 未就学               | 未就学               |
| 6歳     | 小1以下              | 小1以下              |
| 7歳     | 小2以下              | 小2以下              |
| 8歳     | 小3以下              | 小3以下              |
| 9歳     | 小4以下              | 小4以下              |
| 10歳    | 小5以下              | 小5以下              |
| 11歳    | 小6以下              | 小6以下              |
| 12歳    | 中1以下              | 中1以下              |
| 13歳    | 中2以下              | 中2以下              |
| 14歳    | 中3以下              | 中3以下              |
| 15歳    | 高1以下              | 高1以下              |
| 16歳    | 高2以下              | 高2以下              |
| 17歳    | 高3以下              | 大学以下             |
| 18歳    | 大学以下             | 大学以下             |
| 19歳    | 大学以下             | 大学以下             |
| 20歳    | 大学以下             | 大学院以下           |
| 21歳    | 大学以下             | 大学院以下           |
| 22歳    | 大学院以下           | 大学院以下           |

日本における飛び級・飛び入学は修得主義に基づいて行なわれるものと、年齢主義に基づいて行なわれるものに分けることができる。例えば、成績優秀者が大学に17歳で入学するのは修得主義に基づく飛び入学であり、11歳の小学3年生が転校先で年齢が高いことを理由に強制的に小学6年生に編入させられるのは年齢主義に基づく飛び級である。
また、実務上はその年齢で所属できる標準的な学年上限が定められている。飛び級・飛び入学は、それを超えるものと、超えないものに分けることができる。例えば、中学1年生が学年末に中学2年を飛び超して中学3年に進級するという場合、中学1年の4月1日時点で12歳であればそれは年齢による標準的な学年上限を飛び超える飛び級であり、13歳以上であればそれは年齢による標準的な学年上限を飛び超えない飛び級である。
過年度生については年齢主義を超えない範囲で飛び級させることは可能である。高等学校以下の学校（小学校・中学校の義務教育9年間および高等学校など3年間）では、「生徒は平等に扱わなければならない」という観点から、いかに優秀であろうと年齢による標準的な学年上限を飛び超える飛び級は絶対に認められない。
逆に、原級留置（留年）や就学猶予や過年度生（浪人など）も稀で、仮に自主的な原級留置を希望しても、よほどのことがない限りほとんど進級させられる。一方、大学（学部・大学院）では限定的に、年齢による標準的な学年上限を飛び超える飛び級・飛び入学も行なわれている。

### 修得主義による飛び級

#### 高校以下
日本の学校制度では小・中学校の義務教育においては「年齢相当学年（年齢主義と課程主義を参照）」を上回る学年への在籍は認められていないため、早期教育や英才教育を目的として飛び級を実施することは認められていない。学年制を敷く高校においても同様であり、その年齢で所属可能な最高学年を上回ることはできない。
ただし学籍の変動がないまま、実質的に上の学年で授業が行なわれるという運用がなされる場合もある。例えば、江戸川学園取手中学校・高等学校では、成績優秀者は特定教科のみ飛び級をして在籍学年はそのままで1年上の学年で授業を受けることができる。
教育改革に伴い英才教育としての飛び級制度の導入が議論されているが、高校以上の学校においては文部省令で年齢の下限が決まっているので文部科学省のみの判断で年齢を引き下げることができる（なお、年齢の上限は省令等で定められていない）。小・中学校の義務教育では教育基本法・学校教育法により学齢と修業年限が決まっているので、飛び級制度の導入には法改正が必要であり、また学校教育法に規定される義務教育学校への就学猶予も健常者に事実上運用されないので、上級学校への早期就学の場合も法運用の改定が必要である。
なお、学齢に満たない子女が手違いによって小学校に就学し、そのまま標準年齢より低い年齢で在学し続けることを追認されたというケース（学齢を参照）もあったがこれは例外的なものである。
また、就学猶予と就学免除を受けて相当の年齢に達した場合は、小学1年生からではなく2年生以降に編入学できる制度もある。
中学校卒業程度認定試験の合格者は、中学校を卒業せずに高校の受験資格が付与される。ただし、15歳以上との年齢制限がある。なお、小学校を卒業せずに中学校に入学するための公的な資格試験は存在しない。ただし、特別支援学校においては小学部に一時的に編入して卒業証書をとらせるなどの方法で、夜間中学においては小学校への編入は行わずに直接入学させるなどの方法で処置をしているとされる。

#### 三修制
正確には、修得主義に基づく早期卒業に関する制度で、飛び級ではないが、定時制高校・通信制高校における三修制と呼ばれる制度もここで記述する。
高等学校における卒業に必要な単位は74単位であり、通常の定時制高校やスクーリングを月2〜3回実施する旧来型の通信制高校の教育課程では、履修できる授業時数の都合で入学から卒業まで4年以上を要するが、他の課程や異なる時間帯の授業を並行履修したり、高認や各種の検定合格で単位振り替えが認定されることで、定時制高校・通信制高校でも3年間の就学期間で卒業できる制度があり三修制と呼ばれている。三修制は現在ほぼ全ての通信制高校と一部の定時制高校で採用されている。

#### 大学飛び入学（16歳から）
基本的に大学の正規課程への入学年齢は18歳以上となっているが（学校教育法第90条第1項により高等学校等を卒業。「大学受験#受験資格」を参照）、特定の分野について特に優れた資質を有する者については18歳未満でも入学ができる（同条第2項）。ただし、飛び級後大学を退学した場合は最終学歴が高校中退になり大学に入学できる資格を失い、もう一度大学に入学するためには高等学校卒業程度認定審査規則に基づく高等学校卒業程度認定審査を受ける必要がある。
千葉大学や名城大学などでは数学、日本体育大学などでは体育（スポーツで優れた資質をもつ者・五輪－国際大会上位入賞者）において特に才能があると感じられる高校生などを対象に試験を行ない、17歳以下の高校などの1年生及び2年生が2・3年次を履修せずに大学1年生になれる制度を導入している。ただし、高等学校での評定などにより、受験資格に制限がある場合もある。
- 千葉大学は理学部および工学部および文学部に対し、当該年度の3月31日時点で満17歳以下である高校・同等学校在学者と当該年度の3月31日時点で満17歳である高認で合格点を取った人を対象に飛び入学を募集している。高校・同等学校に在学していれば出願資格を一応は満たすため、理論上は高校1年次修了後すぐの入学も可能である。一方、過年度生や原級留置経験者など、18歳以上の生徒には受験資格がない。
- 名城大学は理工学部数学科に対し、当該年度の4月1日時点で満17歳である高校2年次修了予定者を対象に飛び入学を募集している。過年度生や原級留置経験者など、18歳以上の生徒には受験資格がない。募集対象は3年制高校に限られており、定時制高校などによく見られる4年制高校の場合には応募資格がない。
- 会津大学はコンピュータ理工学及びその関連分野における研究を志す者で、高等学校第2学年に在学している者又は高等学校卒業程度認定試験合格者で3月31日において満17歳の者を対象に飛び入学を募集している。

2006年度までの累計で入学実績があるのは以上3校のみで人数は千葉大41人、名城大20人、会津大1人の計62人となっている。
2005年度より成城大学、昭和女子大学、エリザベト音楽大学（設立：1948年、旧名称：広島音楽学校）が飛び入学制度による学生の受け入れを開始した。エリザベト音楽大学および成城大学では2007年度に最初の入学者があったが、昭和女子大学では現在までの入学者はない。
- 成城大学は文芸学部英文学科に対し、高校2年次修了予定者の飛び入学を募集。年齢上限はない。
- 昭和女子大学は人間社会学部福祉環境学科および生活科学部生活科学科に対し、高校2年次修了予定者の飛び入学を募集。年齢上限はない。4年制高校であっても、2年次修了予定であれば応募資格がある。4年制高校から飛び入学した場合、2年短縮したことになる。
- エリザベト音楽大学は音楽学部音楽文化学科および音楽学部演奏学科で「アーティスト21特別入学試験（高校2年修了飛び入学試験）」の名称で飛び入学を募集している。これは実技能力の優れた高校2年修了生に対する奨学金付の特別選抜入学試験で、試験結果によって学費が免除（入学金を除く）される。

大学飛び入学は1997年（平成9年）に法改正により数学及び物理分野に限り解禁され、1998年（平成10年）に千葉大学が開始。2001年度（平成13年度）より全分野で解禁された。大学院のある大学のみ飛び入学を行なえる。
昭和女子大学では、附属高校の3年生のうち一部が大学で学ぶことができる。しかし学籍は高校にあり、大学では5年間学ぶことになるので、高大連携の一環とされ、飛び級にならない。現在は高校3年生の約半数がこの制度を利用しているようである（上記の飛び入学とは別制度）。
- 慶應義塾大学は、通信教育課程において10月入学者に限り約6ヶ月の飛び入学が可能である。高等学校卒業認定試験（8月）に合格後出願し（10月入学は9月10日出願締切）、入学が許可されれば事実上の飛び入学となる。

#### 大学飛び入学（高認など）
高等学校卒業程度認定試験（大学入学資格検定）や国際バカロレア資格などの資格の取得者が、高校卒業という学歴がないまま大学に入学することができる。ただし、高等学校卒業程度認定試験については18歳以上との年齢制限がある。

#### 大学早期卒業・大学院飛び入学
1977年3月、国立大学協会第二常置委員会で、卒業所要単位数を取得済みで優秀な学生には3年次終了で大学院入学試験資格を与えることが了承された。
一部の大学では、特に優秀な学生を対象に3年次卒業制度を設けている。また、一部の大学院では学部3年次修了で入学できる制度がある。この場合、大学の3年次卒業制度を併用すれば大学卒業とみなされるが制度がない場合などは中途退学の扱いになる。若年者のみならず、定年退職後に入学した人の飛び級もあるといわれる。大学院においては、修士課程・博士課程とも早期修了が可能である。

### 年齢主義による飛び級
帰国生徒の場合には日本での年齢主義の「年齢相当学年」と本人の学習段階が合わないことがある。そのため日本の大部分の小中学校は年齢主義を基準としているため、学習段階よりも上の学年に所属させられること があり、語学・学業・環境・情緒の面で児童に負担を強いるものとして問題になる場合がある。これは、英才教育としての飛び級とは性格が異なる望まない飛び級といわれる。
原則的には各種通達により年齢主義による飛び級も修得主義による飛び級と同様に不可能だとされてはいるが、実態として上記のようなことも起こっている。また、自治体（各教育委員会）によって姿勢が異なるため、日本国内での転校でも転出先の年齢主義が強いと、転出に伴って飛び級や、小学校から中学校への飛び入学をさせられたり、学齢超過につき転校ができなかったりすることもある。

## 日本における歴史

### 第二次世界大戦以前
1947年（昭和22年）の連合国軍最高司令官総司令部（GHQ/SCAP）の占領政策の一環として行われた学制改革以前は、ある程度制度的にも飛び級が可能であった。本来は5年制の旧制中学校から4年修了で旧制高等学校、3年制の大学予科に入学できる仕組（いわゆる四修）及び6年制の尋常小学校5年修了で旧制中学校に入学出来る仕組（いわゆる五修）があった。また尋常科を併設した7年制の旧制高等学校は、自動的に飛び級を約束する存在だったといえる。
四修者は学力面で優越していたにもかかわらず、当時の旧制高校生の教養主義的価値観の中では体格や人格や読書量の面で侮りを受ける場合が多々あった。「何年も浪人を繰り返し、あるいは社会人生活を経て旧制高校に入学した学生ほど尊敬された」ということを旧制浦和高等学校出身の金田一春彦は自伝の中で記している。
- 1899年：中学校令（明治32年勅令第28号）
  - 第十条　中学校ニ入学スルコトヲ得ル者ハ当該学校予科ヲ修了シタル者、国民学校初等科ヲ修了シタル者又ハ文部大臣ノ定ムル所ニ依リ之ト同等ノ学力アリト認メラレタル者タルヘシ
  - 上記の通り、中学4年修了での旧制高校入学のように勅令には明示されていない。

- 1899年：高等女学校令（明治32年勅令第31号）
  - 第十条　高等女学校ニ入学スルコトヲ得ル者ハ国民学校初等科ヲ修了シタル者又ハ文部大臣ノ定ムル所ニ依リ之ト同等以上ノ学力アリト認メラレタル者タルヘシ
  - 2　修業年限三箇年ノ高等女学校ニ入学スルコトヲ得ル者ハ国民学校高等科ヲ修了シタル者又ハ文部大臣ノ定ムル所ニ依リ之ト同等以上ノ学力アリト認メラレタル者タルヘシ

- 1918年：高等学校令（大正7年勅令第389号）
  - 第十一条　高等学校尋常科ニ入学スルコトヲ得ル者ハ当該学校予科ヲ修了シタル者、尋常小学校ヲ卒業シタル者又ハ文部大臣ノ定ムル所ニ依リ之ト同等以上ノ学力アリト認メラレタル者トス
  - 第十二条　高等学校高等科ニ入学スルコトヲ得ル者ハ当該学校尋常科ヲ修了シタル者、中学校第四学年ヲ修了シタル者又ハ文部大臣ノ定ムル所ニ依リ之ト同等以上ノ学力アリト認メラレタル者トス

- 1943年：中等学校令（昭和18年勅令第36号）
  - 第八条　中等学校ニ入学スルコトヲ得ル者ハ修業年限四年ノ課程ニ在リテハ国民学校初等科ヲ修了シタル者又ハ文部大臣ノ定ムル所ニ依リ之ト同等以上ノ学力アリト認メラレタル者トシ修業年限二年又ハ三年ノ課程ニ在リテハ国民学校高等科ヲ修了シタル者又ハ文部大臣ノ定ムル所ニ依リ之ト同等以上ノ学力アリト認メラレタル者トス

尋常小学校5年からの飛び級は、1931年1月10日の「昭和6.1.10文部省令2中学校令施行規則39条2項但し書き」で可能。

## 飛び級に関する議論
2019年（令和元年）5月現在の日本においては、幼少時の飛び級はほぼ選択されず、修博一貫教育、法曹コース(法学士+法務博士一貫)、学部修士一貫教育で年度の短縮が行われており、大学学部入学後において事実上飛び級が解禁されている。東京芸術大学を皮切りに、学部入学の一年飛ばしを行う国公立大学は増加する見込みで、常識になる可能性が高い。すでに東京大学は、大学院在籍年数の短縮がすでに認められている。
ただし、現在の所属可能最高学年を大幅に超える形での飛び級制度の導入に関しては、格差拡大などさまざまな観点から用心深く導入すべきだとの考えも根強く、2020年代の日本では行われていない。

## 外国
国によっても異なるが、飛び級制度がある場合が多い。
アメリカ合衆国では、学校内の飛び級、学校間の飛び入学、早期就学ともに盛んである。飛び級が適当かどうかの判断には「アイオワ早修尺度」が使われ、各方面から総合的に判断される。飛び級によって兄姉と同じ学年になる場合や、同学年の兄弟姉妹がいる場合などは考慮を要するとされている。

## フィクション
フィクションにおいても飛び級の生徒が登場することがあるが、必ずしも舞台となっている国の教育制度と整合が取れている場合ばかりではない。以下は15歳未満で高校に入学した人物の例であるが、いずれも現行の日本の法制度では不可能である。
- 同級生は13歳（テレビドラマ） - 主人公の日向夏子（演：後藤久美子）は、13歳で高校に転入学したという設定になっている[注 3]。
- あずまんが大王（著：あずまきよひこ） - 主人公の美浜ちよは、飛び級により10歳で小学校から高校に入学したという設定になっている[注 4]。
- ハヤテのごとく!（著：畑健二郎） - ヒロインの三千院ナギと友人の鷺ノ宮伊澄・橘ワタルは13歳、ナギの専属メイドのマリアは10歳で白皇学院高等部に入学している[注 3][注 4]。

また、入学した学校が格別高度な教育をしているように描かれていない場合もある。

## 著名な飛び級経験者
セオドア・カジンスキー
米国の数学者。16歳でハーバード大学進学。ミシガン大学で修士と博士号取得。カリフォルニア大学バークレー校元数学助教授、数学博士。「ユナボマー」と呼ばれる連続爆破事件を起こして終身刑となり、2023年6月10日に81歳で獄中死した。
シャーリー・テンプル
米国の女優・外交官。幼少時から人気子役として活躍する一方で学業成績も優秀で、アメリカ最難関の私立中高一貫校（プレップ・スクール）の一つウェストレイク女子校に1年早い12歳で入学、17歳で卒業している。
チャールズ・M・シュルツ
米国の漫画家。漫画『ピーナッツ 』の作者でスヌーピーの生みの親として知られる。小学校時代に2学年飛び級しているが、この頃に年上のクラスメイト達に仲間はずれにされた経験が、後のチャーリー・ブラウンのキャラクターに大きく影響している。
スティーヴン・ホーキング
英国の理論物理学者。17歳でオックスフォード大学に入学、20歳で大学院に進学した。在学中に筋萎縮性側索硬化症（ALS）を発症、闘病の傍らで量子宇宙論を中心に多くの業績を残し「車椅子の物理学者」として知られている。
アイザック・アシモフ
米国のSF作家・生化学者・科学解説者。15歳でコロンビア大学へ入学、19歳で卒業した。その後同大大学院に進学したが、博士課程の途中で第二次世界大戦に伴い軍事施設勤務および徴兵により4年間休学したため、博士号を取得したのは一般と同じ28歳であった。
グレゴリー・クラーク
多摩大学の学長。教育改革国民会議委員。出身地オーストラリアの小学校と中学校で1回ずつ飛び級。飛び級制度に対して、教育の密度と余裕の面から飛び級は高校などの上級学校ではなく小学校などの下級学校で行なわれるべきだとコメントしている。
矢野祥
ギフテッド。米国ロヨラ大学シカゴ校に9歳、シカゴ大学のメディカル・スクールに12歳で入学し、18歳で博士号。父は日本人で母は韓国人。米国最年少の医学生で、Ph.DとMDの学位をもつ。IQ200。
望月新一
数学者。京都大学教授。プリンストン大学に16歳で入学し、19歳で卒業。その後、22歳でPh.Dを取得。2012年に数論の未解決問題であるABC予想の証明として独創的な「宇宙際タイヒミュラー理論」を発表、数学界を二分する論争を引き起こした。
コンドリーザ・ライス
米国元国務長官、スタンフォード大学教授。15歳でデンバー大学入学。修士号を1年で修了し19歳でノートルダム大学より修士号。国務省勤務を経て、26歳で博士号取得。IQ136（6歳の時に測定）。
レディー・ガガ
米国歌手。ニューヨークのティッシュ・スクール・オブ・アート（ニューヨーク大学芸術学部）に、17歳の時入学。世界で20人しか早期入学が許可された例がない。
テレンス・タオ
オーストラリアの数学者。フィールズ賞受賞、UCLA教授。ギフテッド。9歳でフリンダース大学へ飛び級。10歳で数学オリンピックに出場し銅メダル、翌年に銀メダル、さらにその翌年に史上最年少で金メダル（世界記録）。その後、同大学で修士号を得て、20歳のときプリンストン大学で博士号取得。24歳でUCLAの数学科の正教授就任。
宇多田ヒカル
シンガーソングライター。ニューヨークの小学校に通っていた頃に、2年から4年に飛び級。帰国後はアメリカンスクール・イン・ジャパン（ASIJ）に通う。1年飛び級し、コロンビア大学に進学（卒業せず中退）。
岡潔
日本の数学者。尋常小学校に1年早く入学した。ただし、卒業後に尋常高等小学校高等科に1年通ったため、飛び級は解消された。
団藤重光
日本の法学者。小学校を飛び級で卒業(第5年)し、中学校を飛び級で修了(第4年)。第六高等学校を経て、東京帝国大学法学部を首席で卒業。
イーゴリ・ロスチスラヴォヴィッチ・シャファレヴィッチ
ロシアの数学者。17才でモスクワ大学卒業資格を得て、19歳で修士号、23歳で博士号を取得した。
イム・ドンヒョク
韓国のピアニスト。14歳でモスクワ音楽院に入学し、19歳で修士号相当と認定され卒業した。
ウィリアム・ジェイムズ・サイディズ
米国の数学者。両親の早期英才教育により、幼少時より数学や言語学、解剖学など多分野で特異な才能を示す。8歳でハーバード大学に入学志願した際は学力は十分ながら幼過ぎるとして入学を認められなかったが、その後11歳で入学を認められ、16歳で卒業した。しかしその後は目立った業績を残す事なく脳卒中で46歳で死去。「成功できなかった神童」として早期英才教育の是非をめぐる論議でしばしば採り上げられている。

## 教育分野以外の飛び級
サッカー、野球などのスポーツ界や武道の世界では、優秀な人材はアンダーカテゴリーから飛び級して活躍の場を広げる。

### 武道
段級位制において、現在認許されている級より2段階以上一度に（例：9級から7級へ）昇級する場合を飛び級と呼ぶ。

### サッカー
北京オリンピックに出場した香川真司のように、本来属するカテゴリー（U-20）より上のカテゴリー（U-23）に招集された場合などを、飛び級と表現する。

### 野球（メジャーリーグベースボール）
メジャーリーグベースボールでは選手育成の過程において、数あるマイナーリーグの組織の下から順番に昇格し、マイナーの最上位であるAAA級で好成績を残すことによって、最高峰の舞台であるメジャーリーグへ昇格するのが一般的であるが、選手の飛び抜けた才能が認められた場合やチームの事情（故障者の続出など）がある場合にAAA級を経験させないまま選手をメジャーリーグへ昇格させることがあり、このケースを飛び級と表現する。飛び級でメジャーリーグに昇格した選手の例としては、AA級から昇格したミゲル・カブレラ、A+級から昇格したホセ・フェルナンデスなどがおり、メジャーリーグ昇格直後から活躍することも珍しくない。